# آماسیه
آماسیه یا آماسیا (به ترکی استانبولی: Amasya) شهری است در شمال کشور ترکیه که در استان آماسیه واقع شده‌است. جمعیت این شهر بر اساس سرشماری سال ۲۰۱۰ میلادی ۹۹٬۹۰۵ نفر و بر اساس برآوردهای سال ۲۰۰۹ میلادی ۸۶٬۶۶۷ نفر بوده‌است.
آماسیه در میان کوه‌های سواحل دریای سیاه، و راه باریکی بر کرانهٔ رودخانهٔ یشیل‌ایرماق قرار دارد. همچنین این منطقه بر فراز ساحل دریای سیاه قرار دارد و ازنظر آب و هوا مناسب رشد درختان سیب است که این منطقه برای آن مشهور گشته‌است.
اماسیه یا اماصیه در زمان سلجوقیان از مراکز حکومت آن‌ها شمرده می‌شد. مستوفی نقل می‌کند که سلطان علاءالدین کیقباد آن‌را دوباره بنا کرده است. ابن بطوطه که از آنجا عبور کرده گوید که شهری بزرگ است دارای کوچه‌های گشاد و بازارهای نیکو و اطرافش باغات خرم وجود دارد که از چرخاب‌های کنار رودخانه سیراب می‌شود. در زمان ابن بطوطه این شهر به سلطان بین‌النهرین تعلق داشته و ساکنین آن شیعه‌ی متعصب بوده‌اند. 
در این منطقه در سال ۱۵۵۵ میلادی قرارداد صلحی میان شاه طهماسب اول صفوی و سلطان سلیمان قانونی بسته شد که به نام قرارداد آماسیه یا «صلح‌الخیر» معروف است.